# Nicolas Tcheidze
Nicolas Tcheidze,(en géorgien : ნიკოლოზ (კარლო) ჩხეიძე, Nikoloz (Carlo), Tchkhéidzé, en russe : Никола́й (Карло) Семёнович Чхеи́дзе), né le 9 avril 1864 dans le village de Pouti, district de Chorapni, région de Koutaïssi, en Géorgie, à l'époque dans l'Empire russe, est un homme politique russe, transcaucasien, et géorgien, membre du Parti ouvrier social-démocrate de tendance menchevique, exilé en France à la suite de l'invasion de son pays par l'Armée rouge, et mort le 7 juin 1926 dans le domaine géorgien de Leuville-sur-Orge, en Seine-et-Oise,.
Issu d'une famille aristocratique (noblesse Aznaouri), il fut le chef de l'opposition au tsar Nicolas II au sein des 3e et 4e Doumas russes (1907-1917), président du Comité exécutif du Soviet de Petrograd (février à octobre 1917), président de l'Assemblée parlementaire transcaucasienne (de février à mai 1918), président des différentes assemblées parlementaires géorgiennes (Conseil National, Assemblée constituante et Parlement de mai 1918 à mars 1921), interlocuteur de Georges Clemenceau, Lloyd George, Thomas Woodrow Wilson et Emanuele Orlando à la conférence de paix de Paris (1919) au titre de la Géorgie.

## Biographie

### La jeunesse
Appelé familièrement par ses parents dès son plus jeune âge Carlo, Nicolas Tcheidze gardera toute sa vie ce surnom,. Après des études au lycée de Koutaïssi, il entre à l'université d'Odessa, puis à l'Institut vétérinaire de Kharkov qu'il quitte lors de mouvements étudiants en 1889.
Il devient directeur de l'hôpital de Batoumi, en Adjarie. Il entreprend des cours d'alphabétisation et de formation politique pour les ouvriers de cette région industrialisée du Sud-Ouest de la Géorgie. En 1901, il se heurte à Joseph Djougachvili (le futur Staline), dont il réprouve les méthodes, et qu'il soupçonne d'être un agent de la police politique tsariste, l'Okhrana.

### Député de l'Empire russe (1907 à 1917)
Avec son frère Kaléniké, il est sensibilisé très jeune aux idées marxistes. En décembre 1892 en Imérétie, sous l'initiative d'Egnaté Ninochvili, il prend part avec Silibistro Djibladzé et Noé Jordania à un club de réflexion appelé « Troisième Groupe », Messamé Dassi. En 1893 à Tiflis, il participe à la naissance du Parti ouvrier social-démocrate géorgien, parti qui s'intégrera jusqu'en 1917 au Parti ouvrier social-démocrate de Russie. En 1903, lors des débats idéologiques entre la tendance menchévique et la tendance bolchévique, il se range dans la tendance menchévique s'opposant à Lénine.
De 1907 à 1917, il est élu député aux 3e et 4e Doumas russes, représentant la Géorgie, et devient chef de l'opposition parlementaire aux gouvernements soutenant le tsar Nicolas II : ses talents d'orateur en langue russe en font un dangereux débatteur pour le pouvoir en place. En 1913, après une prise de position résolument républicaine, son arrestation et sa déportation sont décidées. La visite de Raymond Poincaré en Russie empêche l'exécution de ces mesures. Il lui est attribué une appartenance maçonnique au Grand Orient de l’Empire russe, par un historien polonais.

### Président du Comité exécutif du Soviet de Petrograd (février à octobre 1917)
En février 1917, Nicolas Tcheidze est élu président du Comité exécutif du Soviet de Petrograd, qui devient le Soviet des soviets de toutes les Russies. Le gouvernement provisoire russe présidé par Aleksandr Kerenski lui propose à plusieurs reprises de devenir ministre — notamment ministre du Travail —, mais il refuse s'estimant plus utile à la tête du Soviet. Viktor Tchernov, chef de file du Parti social-révolutionnaire russe écrit dans ses mémoires : Tcheidze était modeste de sa personne, empreint de la plus grande dignité. Il prononçait de nombreux discours devant les foules rassemblées,. Alors que le Soviet, composé de représentants mencheviks, sociaux-révolutionnaires et bolcheviks, est divisé sur la question, Nikoloz Tcheidze, avec l'aide d'Irakli Tsereteli, fait voter la poursuite de la guerre contre l'Empire allemand ; sur le plan international la décision s'inscrit dans la continuité de la parole de l'État russe et assoit quelque peu l'autorité du Gouvernement provisoire ; sur le fond il estime que la priorité doit être donnée à l'élimination de la menace de l'Empire allemand aux côtés des démocrates européens (alors qu'il avait voté personnellement contre l'augmentation des budgets militaires lors de la IVe Douma). Albert Thomas, ministre français, écrit le 15 juin 1926 : L'admirable sens politique de Nicolas Tcheidze retarda l'avènement du désordre. Que se serait-il passé, si la paix de Brest-Litovsk eût été conclue plus tôt ? Que s'en serait-il suivi pour la France ?.

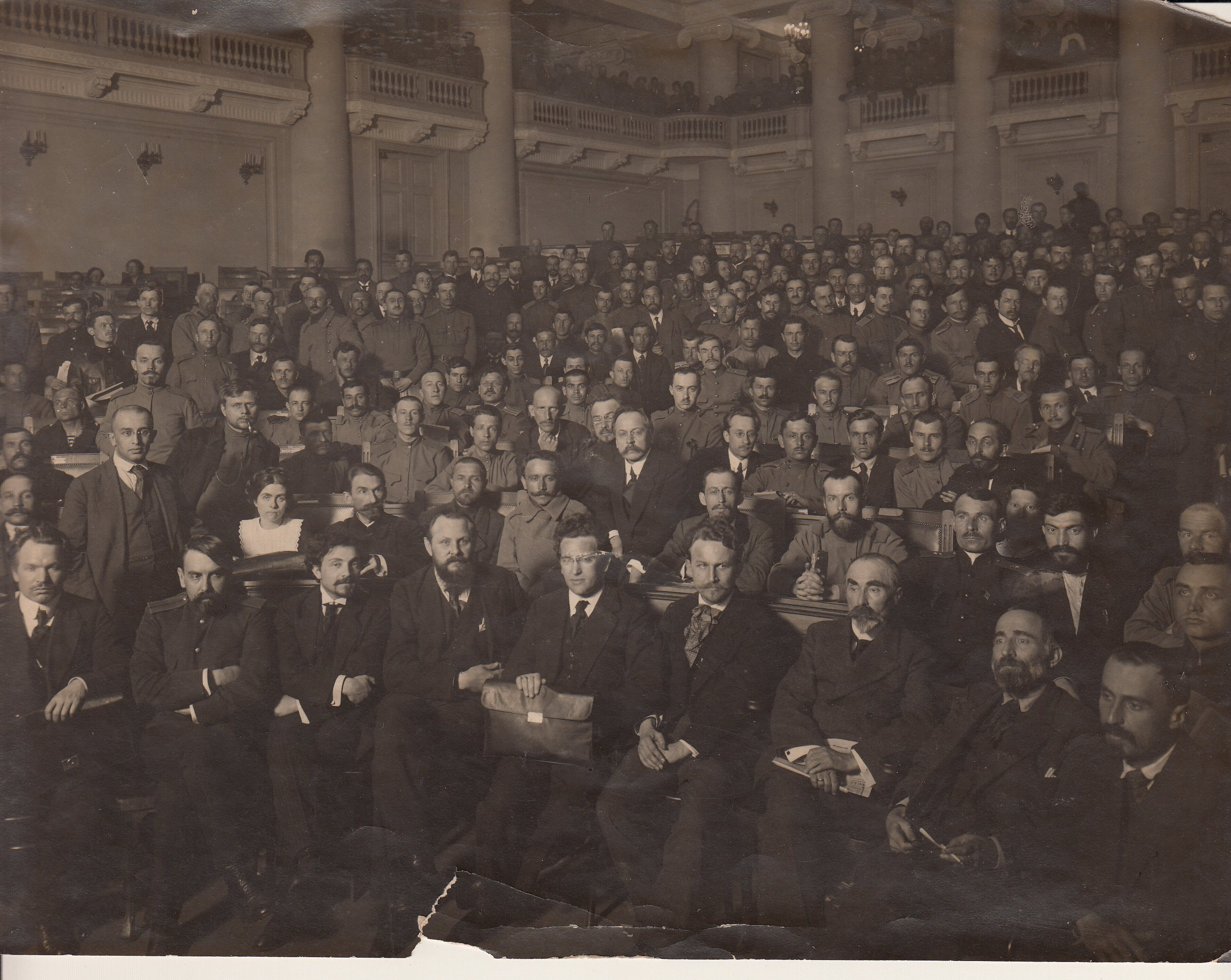
Nicolas Tcheidze et Gueorgui Plekhanov au premier rang du Soviet de Petrograd, à droite (1917).
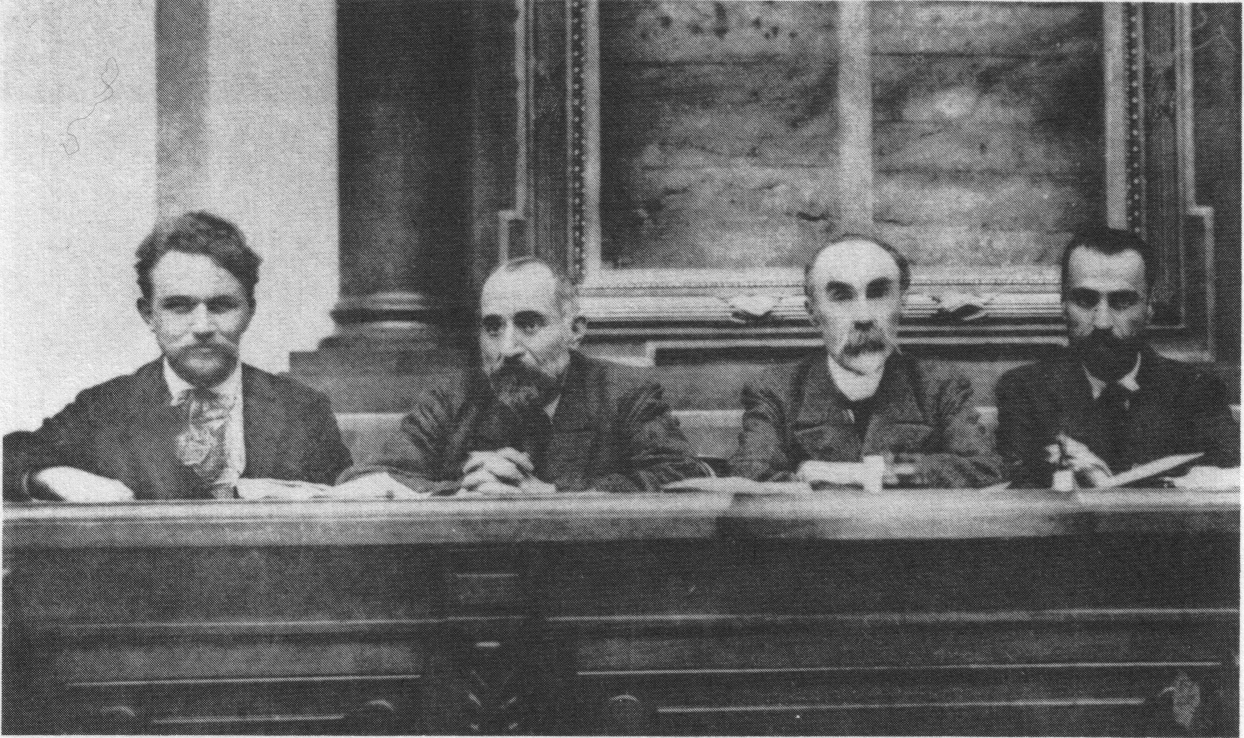
Présidence du Soviet : Skobolev, Tcheidze, Plekhanov, Tsereteli (Petrograd, juin 1917).
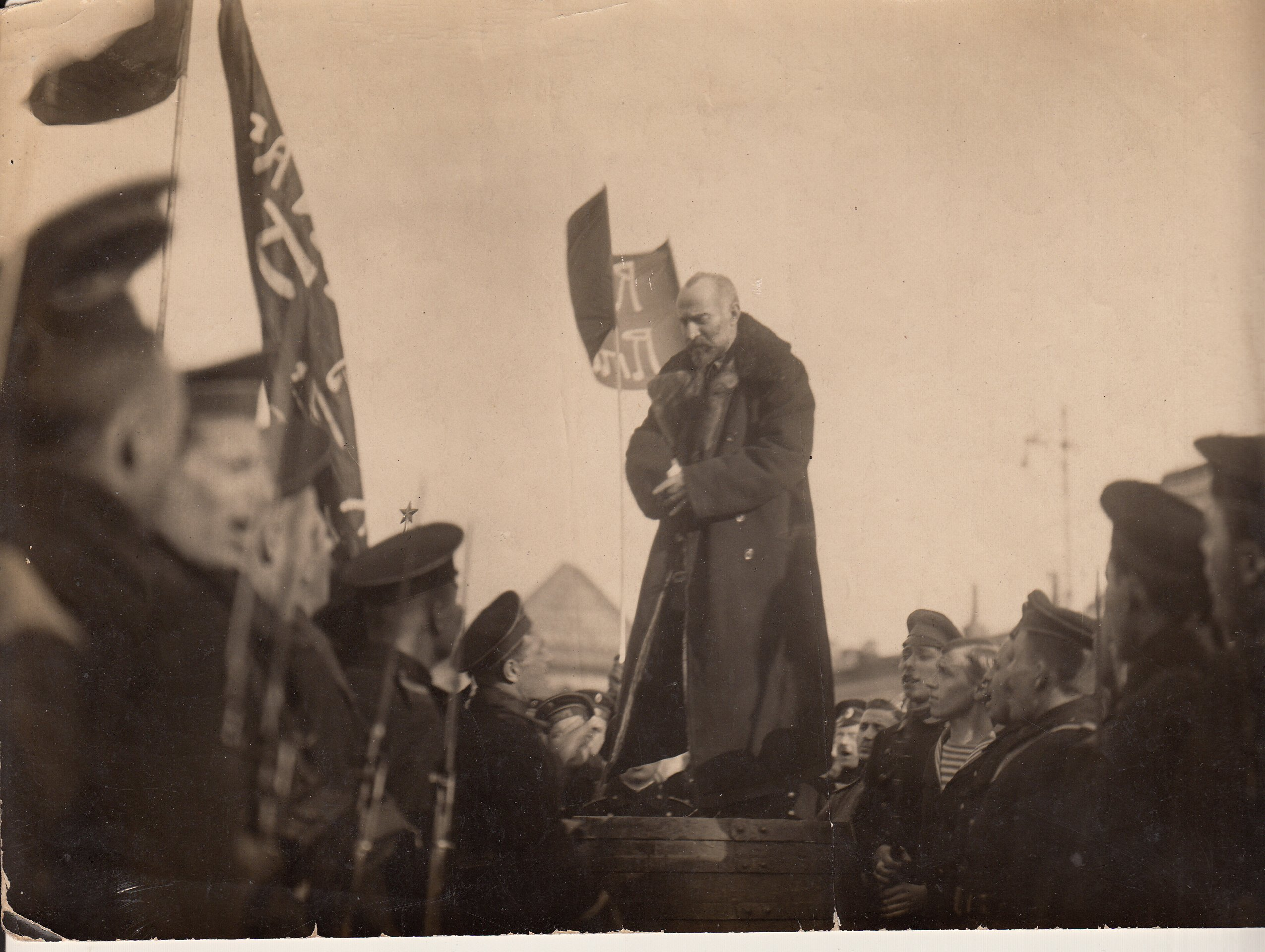
Nicolas Tcheidze, haranguant une foule de marins devant le Palais de Tauride (Petrograd, 1917).
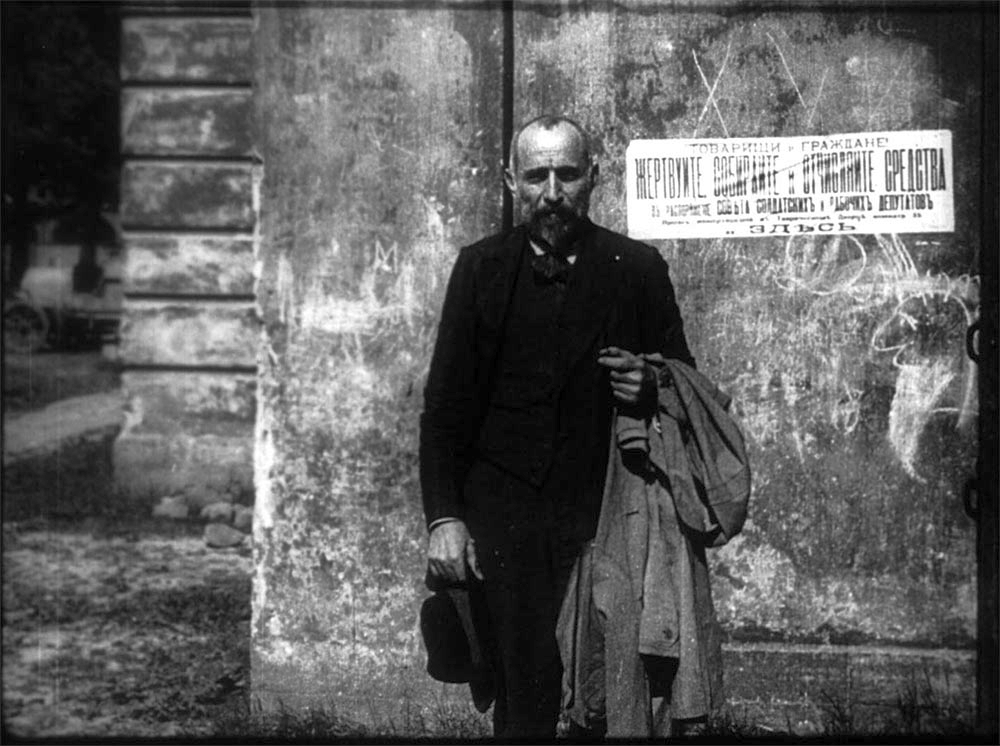
Nicolas Tcheidze (Petrograd, juin 1917).

### Président de l'Assemblée parlementaire transcaucasienne (février à mai 1918)
Le 10 février 1918, à Tiflis, il est élu président de l'Assemblée parlementaire transcaucasienne provisoire, dite Sejm, et composée des députés élus sur les territoires arménien, azerbaïdjanais et géorgien lors des élections constituantes de l'ex-Empire russe du 25 novembre 1917.

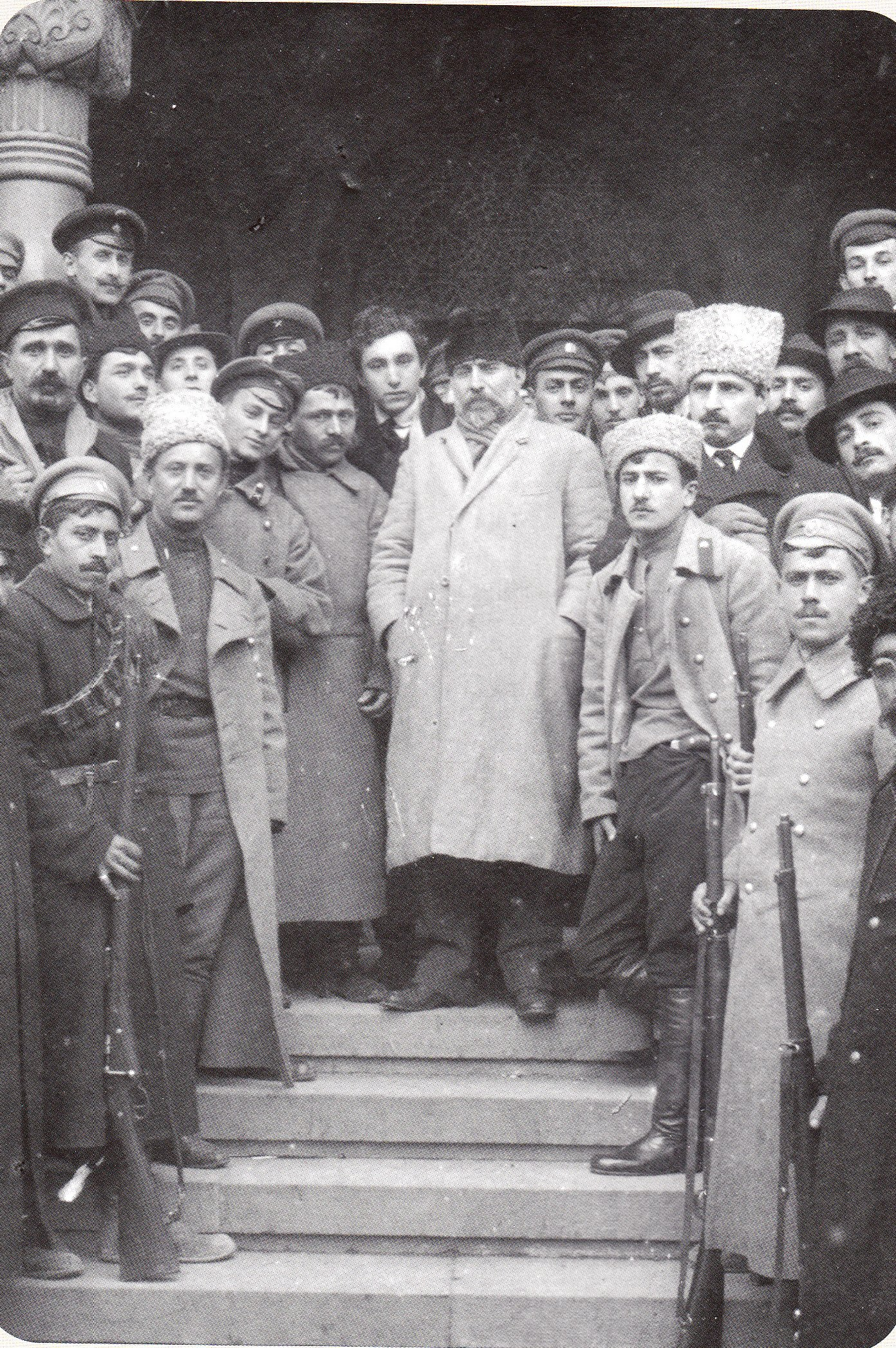
Nicolas Tcheidze accueilli à la Seïm transcaucasienne (Tiflis, Théâtre national, 10 février 1918).

Les intérêts divergents des nationalités représentées ne peuvent être surmontés : ils conduisent à des recherches d'alliance internationale incompatibles entre elles (Empire allemand pour les Géorgiens, Empire ottoman pour les Azerbaïdjanais et Russie pour les Arméniens). Les trois nationalités proclament trois républiques différenciées à trois jours d'intervalle, du 26 au 28 mai, à Tiflis.

### Président des Assemblées parlementaires géorgiennes successives (mai 1918 à mars 1921)
Nicolas Tcheidze est élu président du Conseil national géorgien le 26 mai 1918 (assemblée parlementaire provisoire composée des députés élus sur le territoire géorgien lors des  élections constituantes de l'ex-Empire russe du 25 novembre 1917), puis président de l'Assemblée constituante de Géorgie le 12 mars 1919 (élue lors des élections constituantes géorgiennes du 14 au 17 février 1919), puis président du Parlement de Géorgie du 22 février au 17 mars 1921 (nouveau nom de l'Assemblée constituante de Géorgie devant l'invasion de l'Armée rouge et avant l'exil).

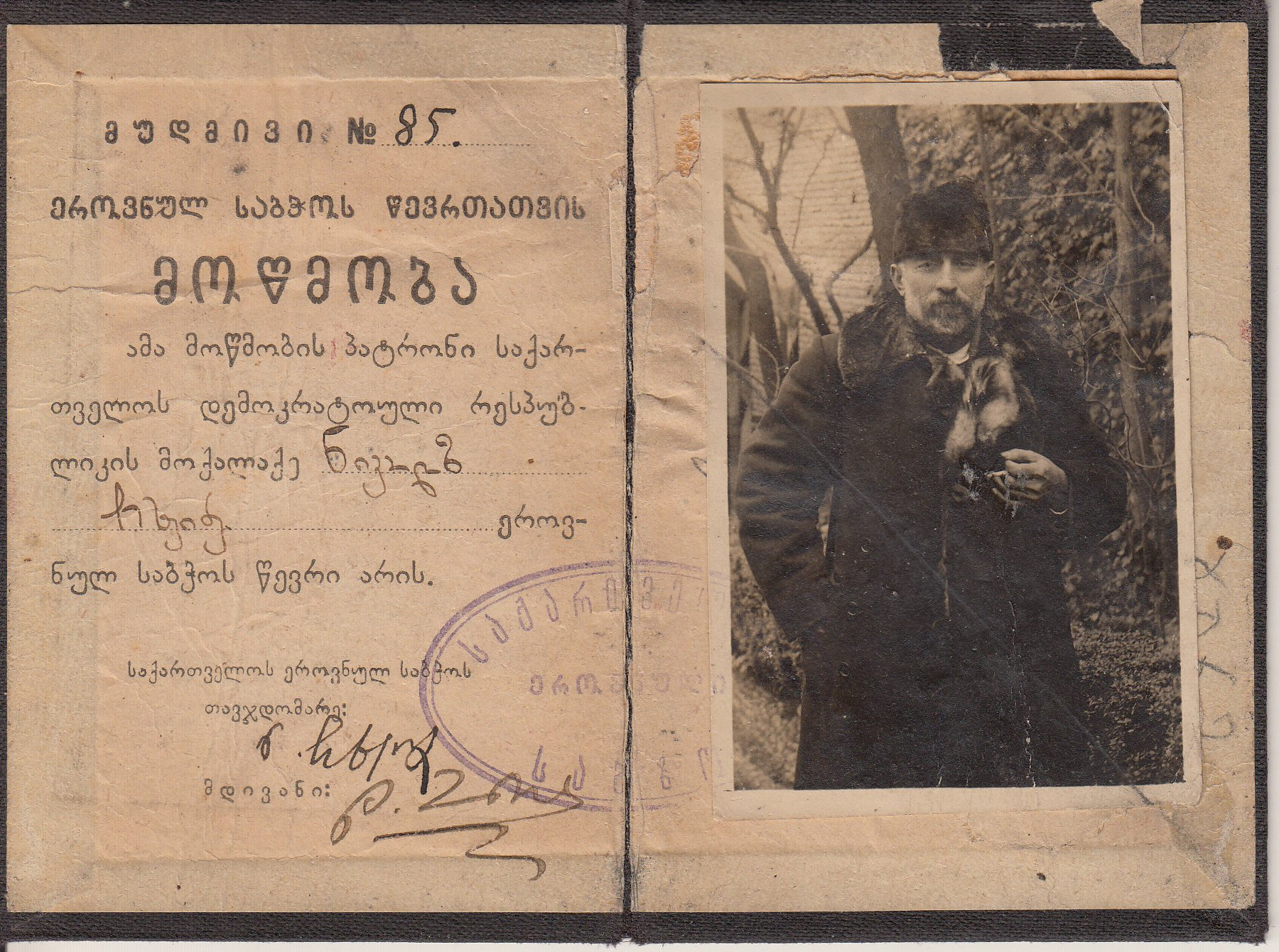
Certificat de Nicolas Tcheidze, membre puis président du Conseil national de Géorgie (Tiflis, 26 mai 1918).
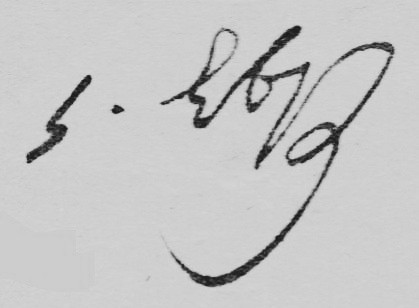
Signature de Nicolas Tcheidze (en caractères géorgiens, alphabet Mkhedruli).

Parallèlement il préside en 1919 et en 1920, la délégation géorgienne à la conférence de la paix de Paris où il propose en particulier au Français Georges Clemenceau et au Britannique Lloyd George la mise sous protectorat britannique (ou français) de la Géorgie afin de se garder de la menace soviétique à la condition expresse que l'administration des affaires intérieures restent de la responsabilité du gouvernement géorgien. Le 21 mai 1919, il pose la première demande d'admission de la République démocratique de Géorgie à la Société des Nations. Le 1er septembre 1920, la demande est renouvelée auprès du Secrétariat général. Les représentants de la France (ainsi d'ailleurs que ceux de la Grande-Bretagne) expriment leurs réserves, craignant de ne pouvoir porter secours en cas d'agression : la demande est rejetée le 16 décembre 1920, 19 pays ne prennent pas part au vote, 13 États votent contre et 10 États vote pour.
En février et mars 1921, devant l'invasion du territoire géorgien par les armées de la Russie soviétique et l'attaque conjuguée des armées turques désireuses de s'emparer de Batoumi, Nicolas Tcheidzé se résout à l'exil comme la plupart des membres du parlement et du gouvernement : il émigre dans un premier temps à Constantinople, puis en France,  dans l'idée de mener de l'extérieur le combat de libération.

### Exilé en France (1922 à 1926)
Il continue à défendre la cause géorgienne auprès des classes politiques européennes — comme l'atteste son passeport diplomatique —, n'épargnant pas sa peine à renouer (ou nouer) des contacts anciens tissés lors de la conférence de la paix de Paris (ou nouveaux dans la mouvance de l'Internationale socialiste). Ainsi la Tribune de Genève publie le 27 mai 1924 un article relatant une de ses interventions en marge de la Société des Nations. Au sein du Parti ouvrier social-démocrate géorgien en exil, il conduit la tendance minoritaire, Oppozitsia, en désaccord avec les promesses faites à distance à une insurrection nationale latente sur le territoire géorgien, sachant que la France, la Grande-Bretagne et l'Italie ne fourniraient ni armement, ni munitions et estimant que l'Armée rouge et la police politique bolchévique sont trop bien implantées : le prix à payer pour attirer l'attention de la communauté internationale sur le sort de la Géorgie lui parait trop fort. L'insurrection est déclenchée en août 1924, entre 7 000 et 10 000 insurgés sont fusillés, plusieurs dizaines de milliers de personnes sont déportées, l'organisation clandestine du Parti ouvrier social-démocrate géorgien est  complètement démantelée.
Nicolas Tcheidze se suicide dans le domaine géorgien de Leuville-sur-Orge le 7 juin 1926 ; transporté à Paris, il meurt le 11 juin 1926. Quelques heures avant son suicide, il avait écrit une lettre demandant que personne ne soit incriminé pour sa mort. Il est inhumé au cimetière du Père-Lachaise (95e division) à Paris, en présence de toute la classe politique géorgienne en exil et des ténors du Parti socialiste français dont Léon Blum, qui prononce son éloge funèbre, et Bracke.

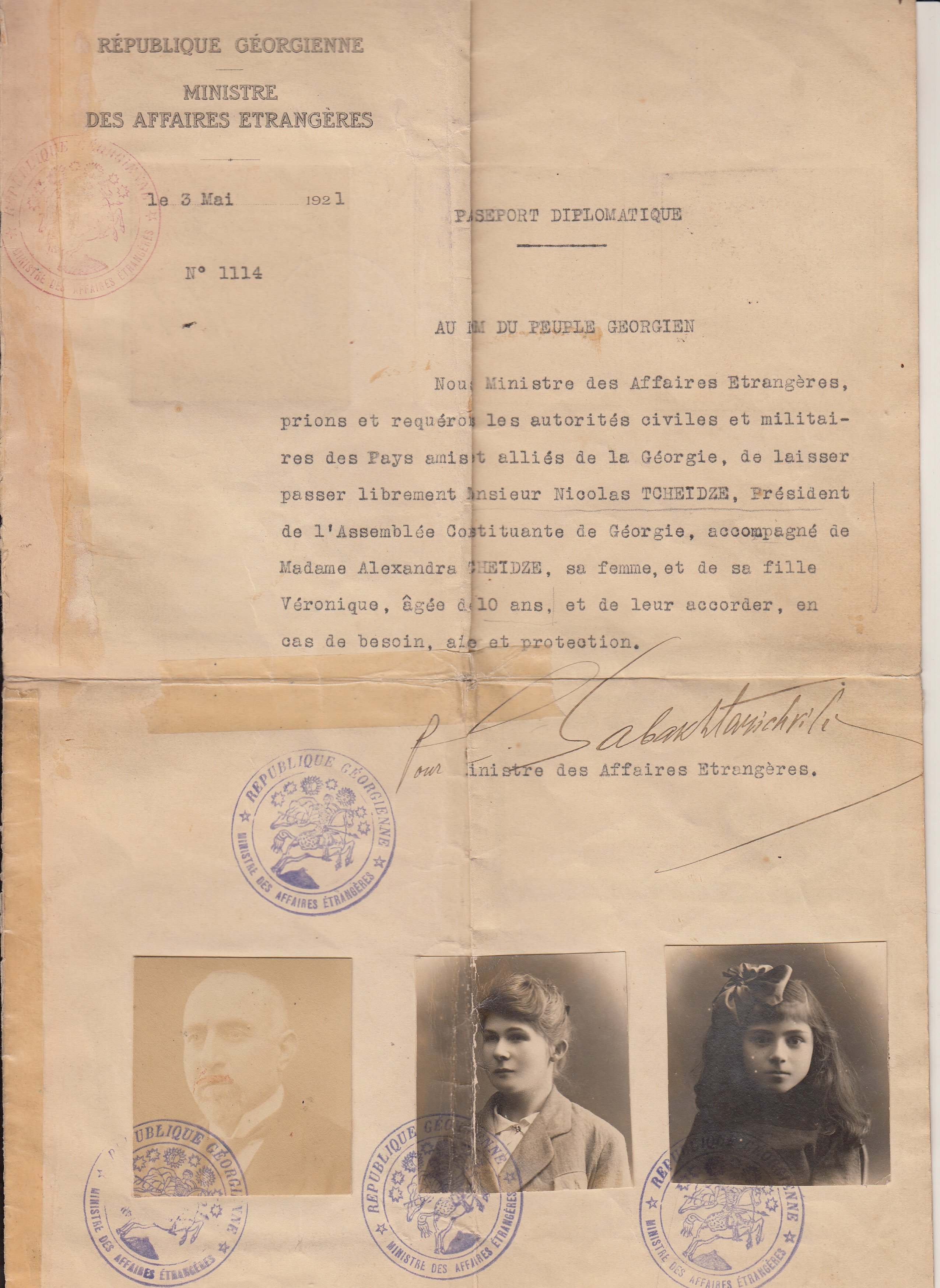
Passeport diplomatique de Nicolas Tcheidze établi en France pour ses missions auprès des gouvernements européens (Paris, 1921).
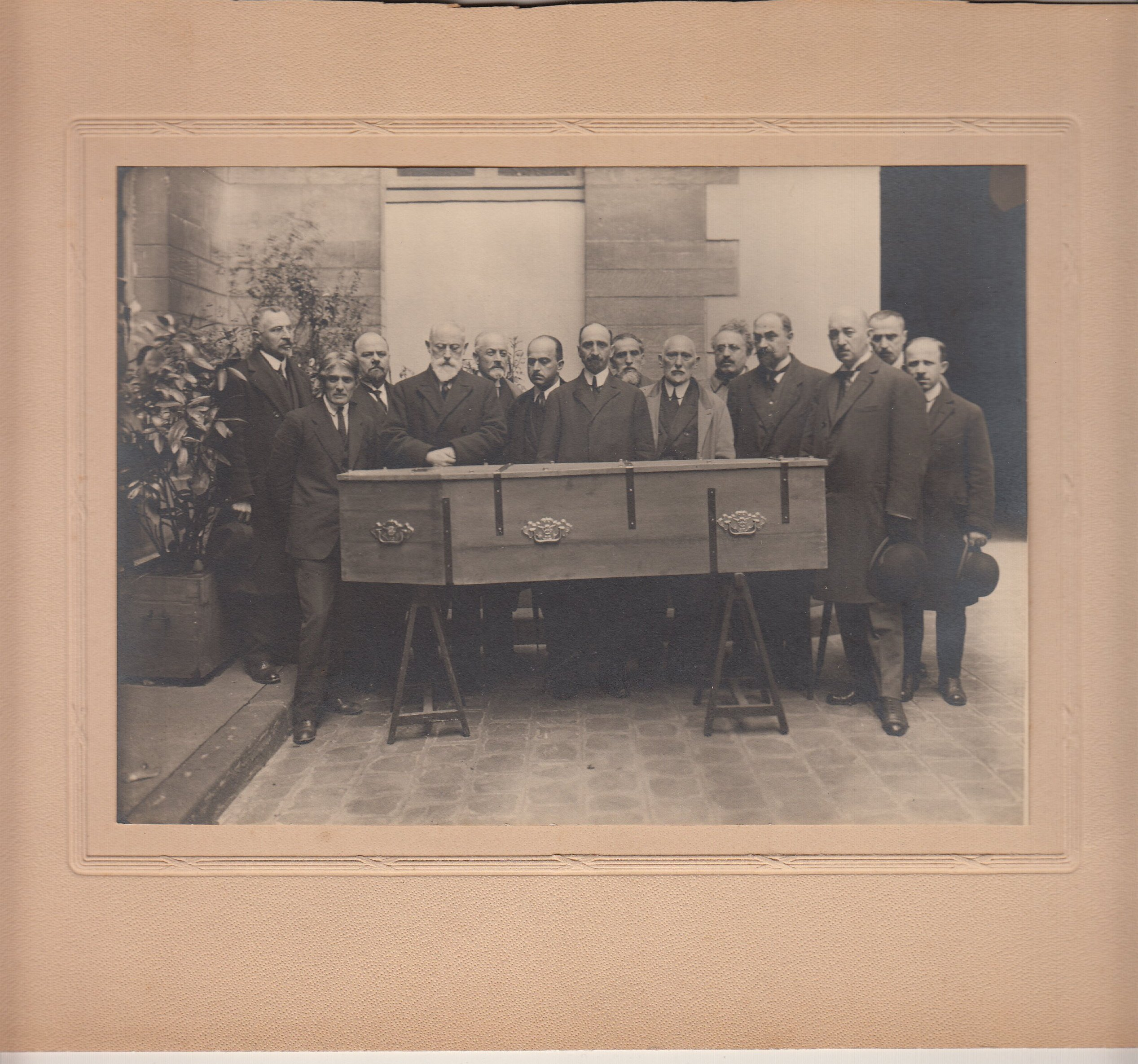
Cercueil de Nicolas Tcheidzé entouré de la classe politique géorgienne (Paris, Cimetière du Père Lachaise, 15 juin 1926.
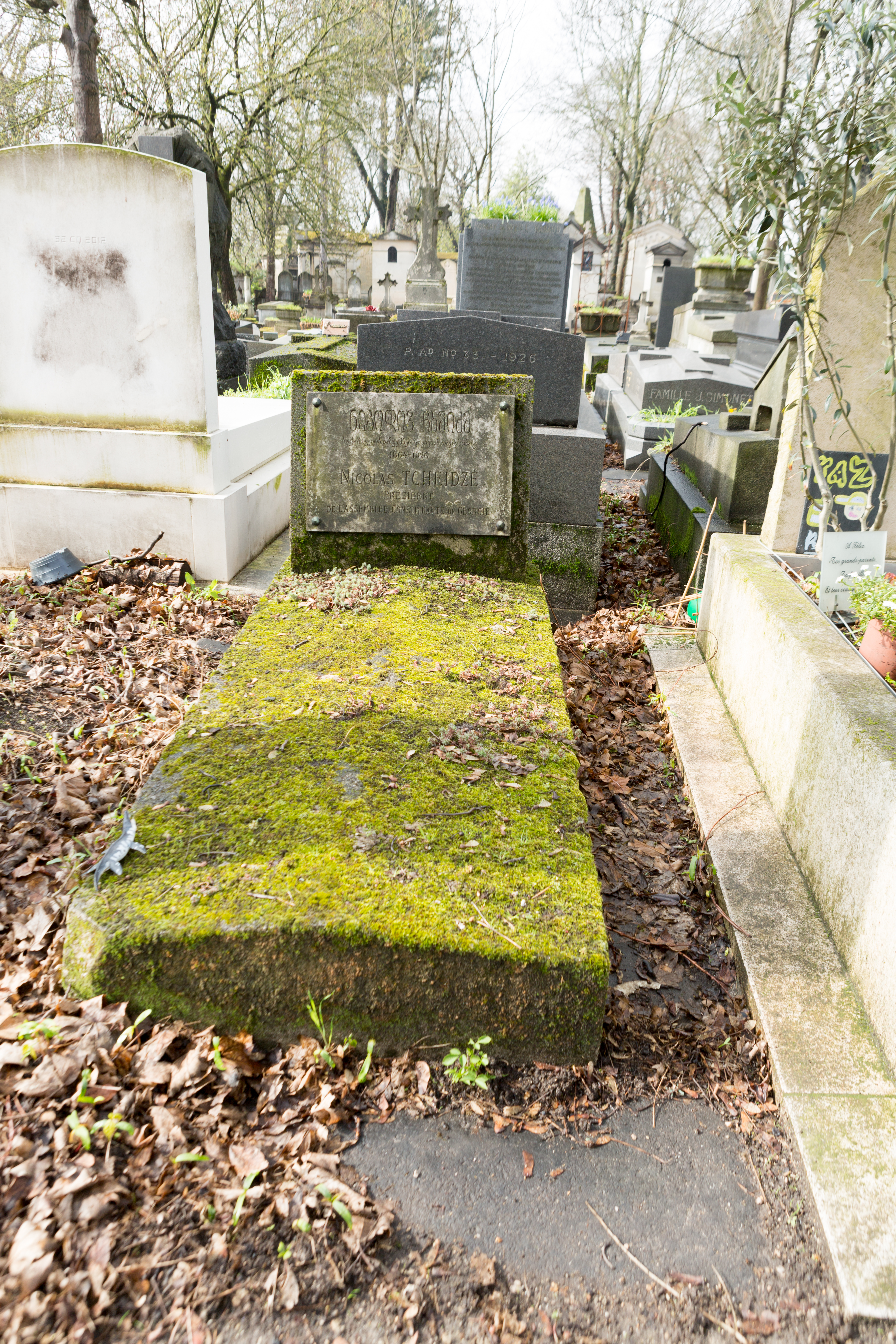
Tombe de Nicolas Tcheidze et d'Alexandra Taganova  (Paris, Cimetière du Père-Lachaise, 2019).

## L'homme
Brillant orateur en langue russe et en langue géorgienne, il fut l'un des plus redoutables opposants au pouvoir tsariste et au pouvoir bolchévique du début du XXe siècle. Marxiste comme pouvait l'être un aristocrate de la seconde moitié du XIXe siècle, membre influent de la IIe internationale socialiste, fondamentalement attaché au régime parlementaire  — la Constitution géorgienne ne comportait pas de présidence de la république : le président du gouvernement ne pouvait solliciter que deux mandats successifs d'un an devant le parlement —, Nicolas Tcheidze était convaincu que les nations composant l'Empire russe n'accéderaient à la démocratie d'une manière définitive que si la Russie y accédait aussi. Il est un visionnaire en matière de politique internationale ;  en 1917, il soutient le maintien des armées russes sur le front Est de la Première Guerre mondiale estimant que l'élimination de la menace de l'Empire allemand est la priorité pour les démocrates européens ; en  1919, il tente d'obtenir un protectorat de la Géorgie par la Grande-Bretagne, ou par la France, anticipant les menaces ottomanes et soviétiques ; en 1921, il tente d'ébranler diplomatiquement la prudente neutralité de l'Italie, la Grande-Bretagne et la France, plus soucieuses de préserver leurs propres intérêts que d'honorer leurs discours de droits internationaux ; à partir de 1925, il vit très mal le sort réservé au peuple géorgien, enfermé dans une nouvelle domination, au moins aussi dramatique que la domination tsariste et accentuée par l'exil de sa classe politique. Il se reproche de ne pas avoir convaincu ses pairs et les chancelleries européennes.
D'une probité intellectuelle scrupuleuse, il ne veut pas dépenser indûment l'argent d'une jeune république ; de 1918 à 1921, il partage l'appartement de fonction de son ami Konstantine Gvadjaladze lors de ses séjours à Tbilissi. En exil, afin d'épargner les ressources financières du gouvernement, il choisit d'habiter avec sa famille le domaine géorgien de Leuville-sur-Orge, pourtant à 25 kilomètres de Paris, malgré les conditions matérielles difficiles.

De son mariage avec Alexandra Taganova, il a plusieurs enfants, trois filles, Nata, Lydusy, Veronique, et un garçon, Stanislas, qui se tue accidentellement en 1917 à Petrograd. Alexandra et Véronique, dite Lala, le suivent dans les différents périples : elles apparaissent sur ses documents de voyage, ses passeports et ses visas, d'abord entre Tiflis et Petrograd, puis entre Tiflis, Paris, Londres, Rome et Genève, et enfin entre les capitales européennes du Nord. Alexandra (décédée en 1943), et Véronique (1909-1986), quitteront le domaine géorgien de Leuville-sur-Orge après son suicide, n'y reviendront jamais et couperont toutes relations avec l'émigration politique géorgienne en France, même si quelques années plus tard, Véronique et son époux, Anatole de Grassmann (1901-1962), viendront régulièrement en vacances dans la région.

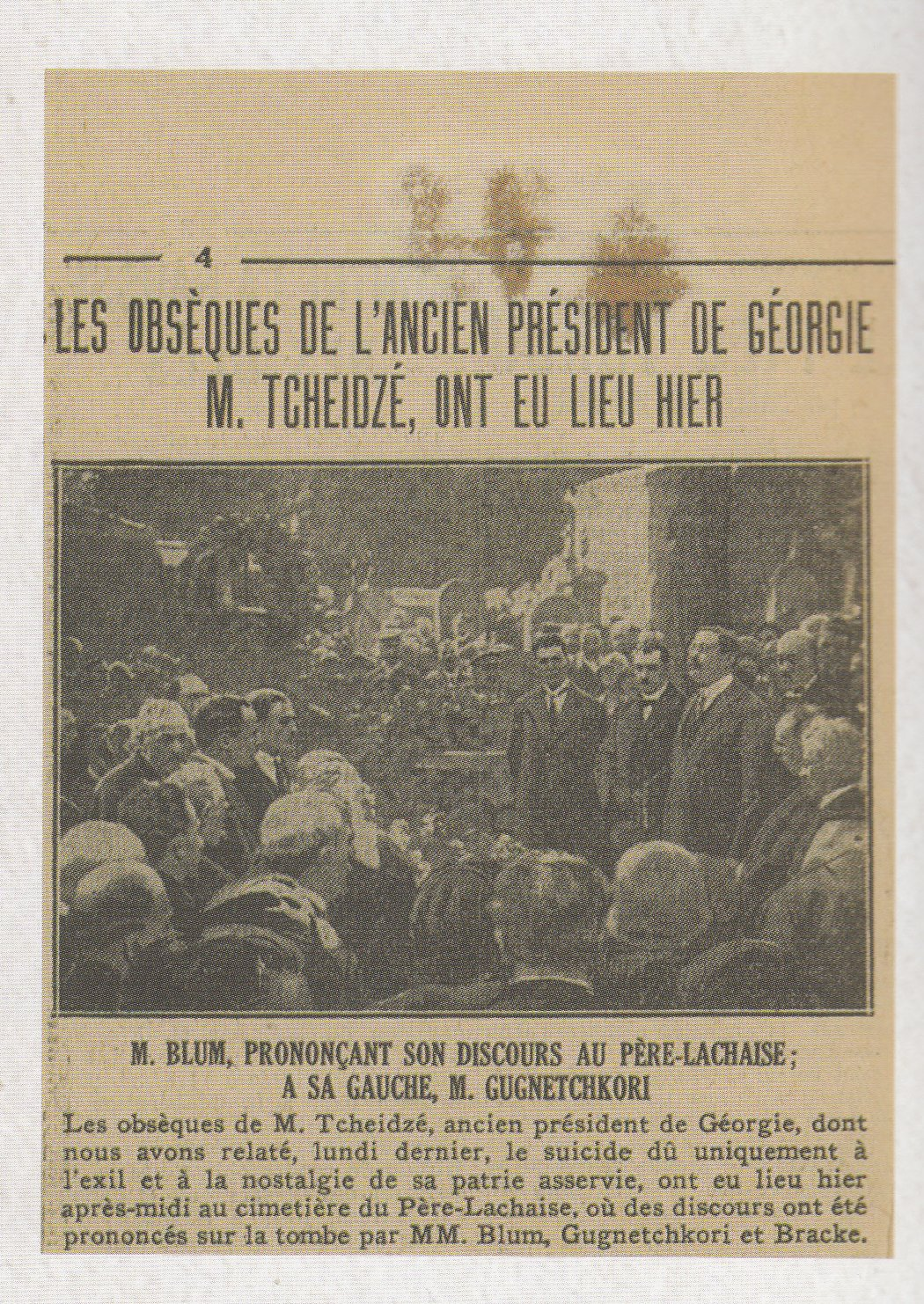
Léon Blum prononçant l’éloge funèbre de Nicolas Tcheidze.

## Hommages
Le 4 juin 1965, à Paris, à l'initiative de Noé Tsintsadzé, dernier chef de file de l'opposition interne au Parti ouvrier social-démocrate géorgien en exil, au nom de toutes les formations politiques géorgiennes en France, et sous la présidence honorifique de Marius Moutet, ancien ministre de la République française, un hommage à Nicolas Tcheidze est organisé pour les 100 ans de sa naissance .
Le 9 avril 1991, le parlement géorgien rétablit l'indépendance de la Géorgie, sous l'impulsion de Zviad Gamsakhurdia : en matière de droit la décision est basée sur la constitution votée en 1921 par l'Assemblée constituante géorgienne présidée par Nicolas Tcheidze.
Le 15 janvier 2019, à Paris, le passeport diplomatique de Nicolas Tcheidze est remis au président du Parlement de Géorgie, Irakli Kobakhidze, par les filleuls de sa fille Véronique lors d'une cérémonie protocolaire : une délégation parlementaire géorgienne composée de députés de la majorité et de l'opposition dépose ensuite une gerbe de fleurs sur sa tombe, premier hommage officiel depuis presque un siècle,.
Le 25 novembre 2019, la Bibliothèque nationale du Parlement de Géorgie et l'Institut pour le développement de la liberté d'expression (IDFI) inaugurent une plaque commémorative au 4 rue Zourab Tchavtchavadzé, à Tbilissi, où Nicolas Tcheidzé avait ponctuellement habité avec sa famille de 1917 à 1921 ; le même jour un album historique est publié sous la direction d'Anton Vatcharadze, avec la participation de Natia Kunbaneishvili, Irakli Iremadze, Esma Mania et Giorgi Bezhashvili, et avec l'intégration de documents provenant des archives du Parlement de Géorgie et de la collection privée de Véronique Tcheidze gardée en France jusqu'à cette date.